# Hyundai Elantra
L'Elantra (현대 엘란트라) ou Hyundai Avante (현대 아반떼) en Corée du Sud, est une voiture compacte produite par le constructeur automobile coréen Hyundai, lancée en 1990 et qui en est actuellement à sa septième génération.
L'Elantra est précédemment commercialisée sous le nom de Lantra et Avante en Australie et sur certains marchés européens. En Australie, cette dénomination est due à la Mitsubishi Magna Elante dont le nom est trop proche. Ceci a donné naissance à un désaccord  des autres constructeurs automobiles et le nom est mondialement standardisé à Elantra en 2001 (à l'exception de la Corée du Sud et la Malaisie où la voiture est distribuée sous le nom d'Avante).

## Première génération (1990–1995)
Lancée en 1990 pour concurrencer la Honda Civic et la Toyota Corolla, la Elantra (nom de code J1) a connu un remodelage en 1993. Elle fut originairement conçue pour remplacer la Hyundai Excel, mais l'Excel a été vendue pendant quatre saisons avant d’être remplacée par la Hyundai Accent.
L'Elantra fonctionne avec un moteur 1,6 L 4 cylindres en ligne (1 596 cm3) conçu par Mitsubishi. Cette unité à double arbre à cames 16 soupapes produit 113 ch 84 kW) à 6 000 tr/min et peut propulser l'Elantra de 0 à 97 km/h en 9,5 s. Elle abat le 400 m départ arrêté en 17,1 s. Sa vitesse maximale est de 187 km/h. L'Elantra consomme 10,7 L/100 km en cycle urbain. Lancée en 1993, il existe aussi une motorisation 1,8 L 4 cylindres en ligne produisant 124 ch (99 kW) à 6 000 tr/min.

### Remodelages

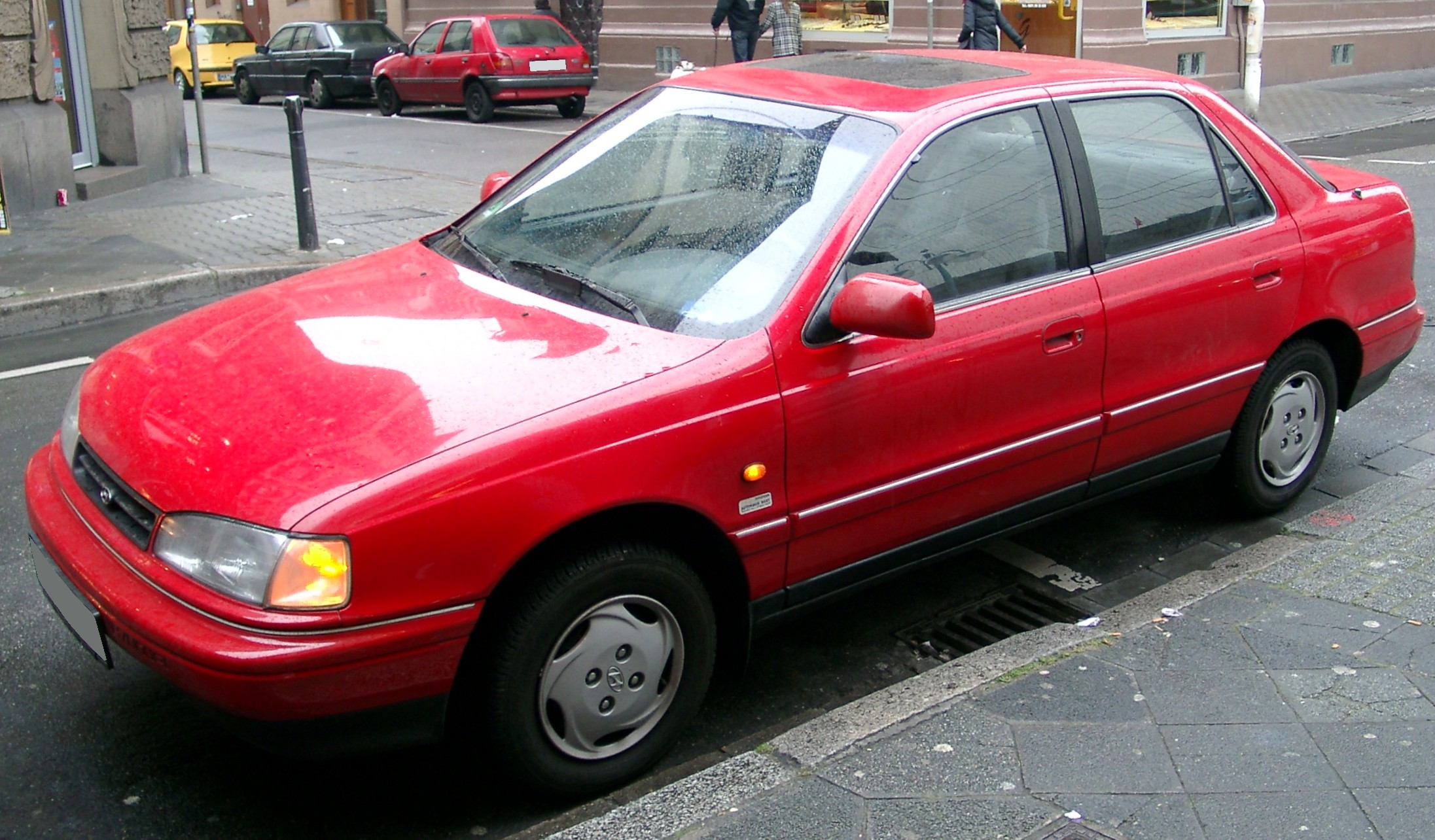
Lantra européenne de 1992

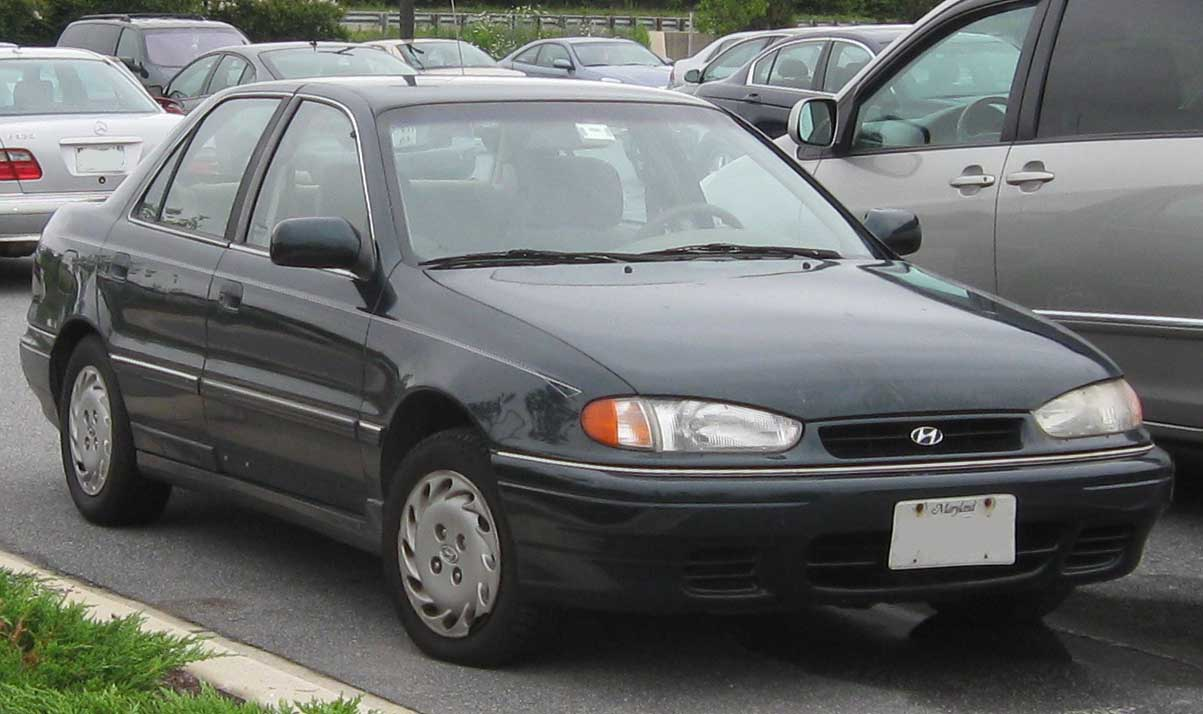
Elantra américaine de 1994-1995

La Hyundai Elantra a connu un premier remodelage en 1992 pour le marché européen. Celui-ci ajoute le logo actuel de Hyundai sur la grille, alors que les modèles américains possèdent la grille de 1991 avec le logo original et non pas le logo H.
En 1993, un nouveau remodelage est opéré.
Le troisième (le second en Amérique du Nord) et dernier remodelage de cette génération a lieu en 1994 pour les faces avant et arrière de la voiture.

## Seconde génération (1995–2000)

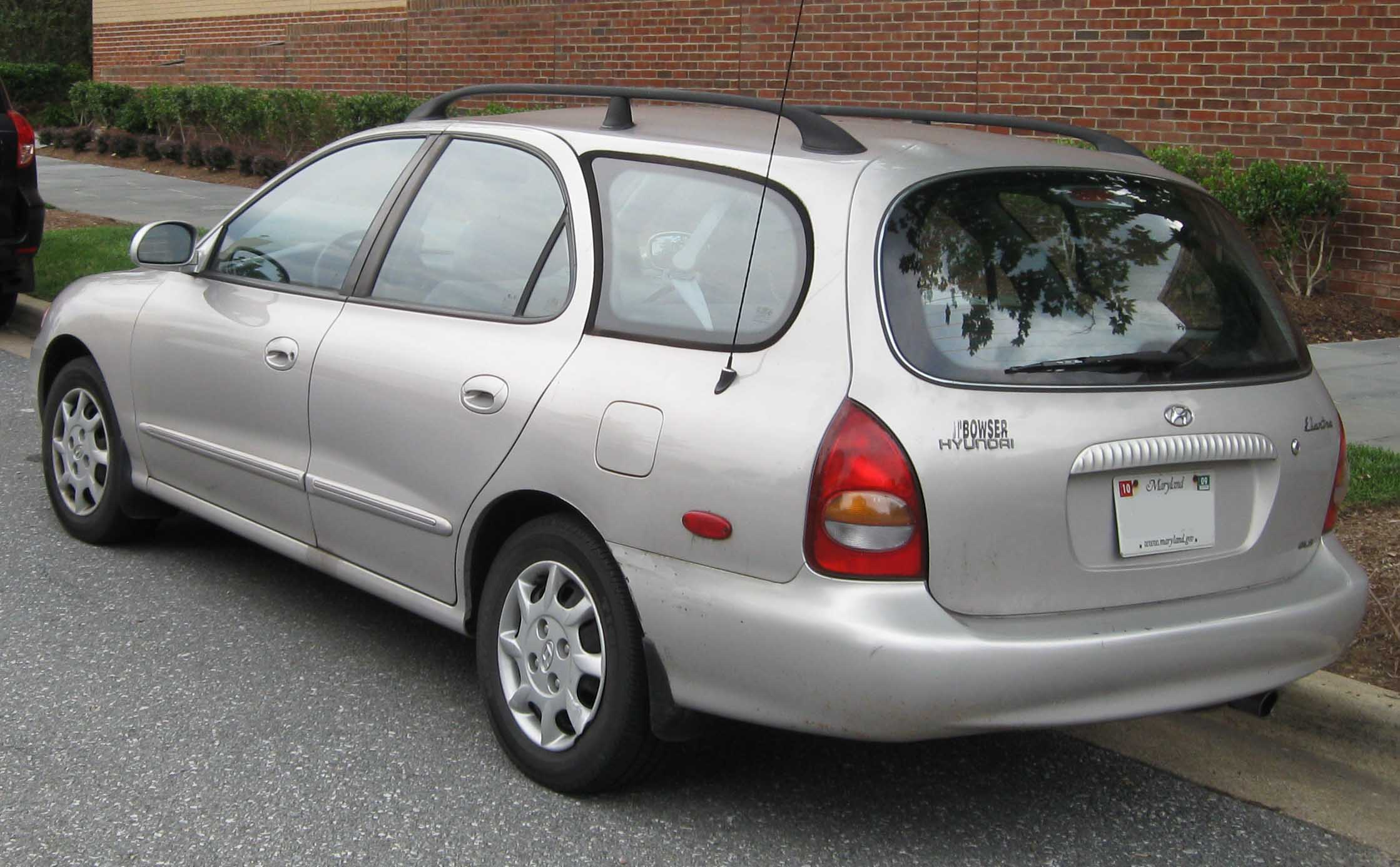
Hyundai Elantra GLS Break américaine de 1998-2000

Lancée en 1995, la seconde génération (nom de code J2) été proposée en berline et en break. Elle a été vendue sur le marché coréen sous le nom d'Avante sous sa forme berline et Avante Touring en break.
Entre 1996 et 1998, l'Elantra a été vendue sous le nom de Bimantara Nenggala (1,8 L) en Indonésie. La Cakra (1,5 L) est basée sur l'Accent X3.
À son lancement, un moteur 1,5 L (107 ch) Alpha DOHC 4 cylindres en ligne et un moteur 1,8 L Beta DOHC (128 ch) 4 cylindres en ligne essence sont disponibles sur le marché domestique. Plus tard, un moteur essence 1,5 L mélange pauvre (98 ch), basé sur le moteur Alpha DOHC, est ajouté. Un remodelage est effectué à mi-vie en 1999. La version philippine, tout comme certaines versions européennes, est équipée d'un 1,6 L (1 599 cm3) Beta, qui produit 116 ch.
En Europe, les modèles berline de 1996-1997 sont équipées d'une grille en argent de type Mercury, pendant que les modèles break sont équipés de la même grille que les berlines et breaks nord-américains.
En Australie, le break est appelé Lantra Sportwagon et devient un modèle populaire de Hyundai.
Un moteur 2 l devient disponible vers la fin de la production de cette génération. En Australie, le modèle GLS est une amélioration du modèle GL et fournit un moteur 2 L, une garniture en velours, des sièges en tissu doux,
Un moteur 2,0l était disponible en option, juste avant la fin de sa production.

### Remodelage

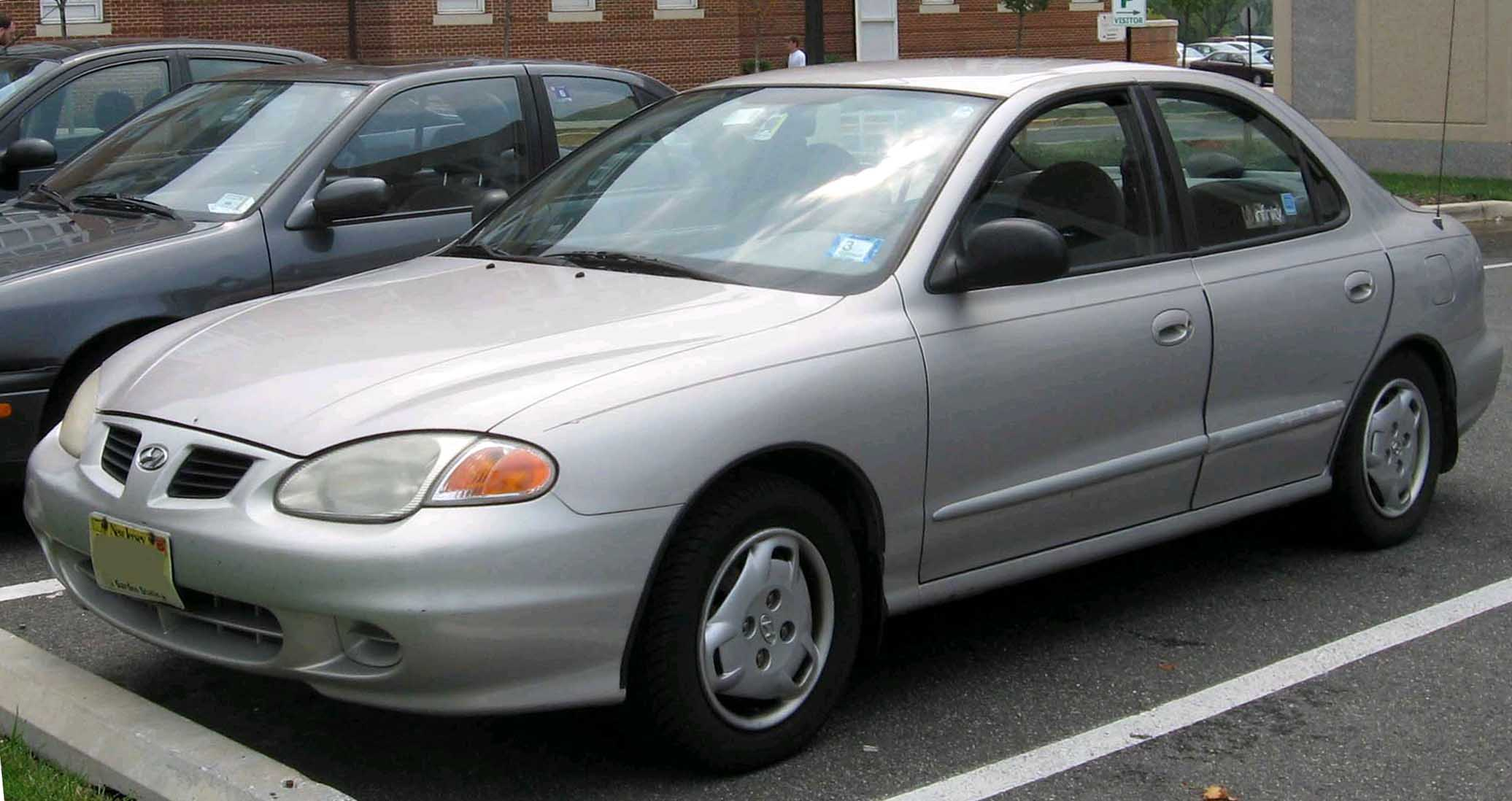
Berline Hyundai Elantra américaine de 1998-2000

La Hyundai Lantra/Elantra a reçu de nouvelles grilles pour les modèles de l'année 1998, et pour la première fois en Europe, la version berline partage la même grille que le break.

## Troisième génération (2000–2006)

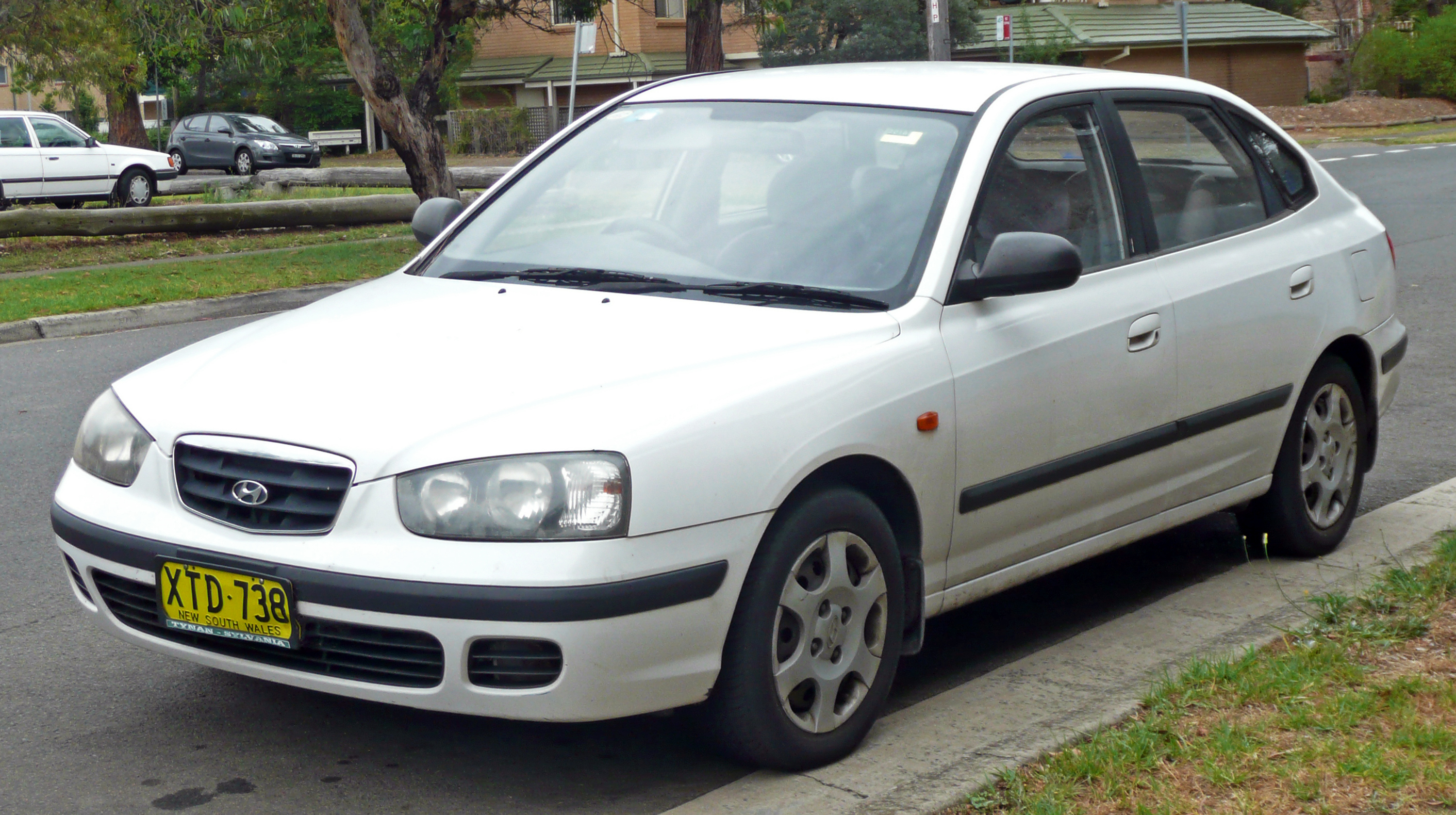
Hyundai Elantra GL à hayon australienne de 2001-2003

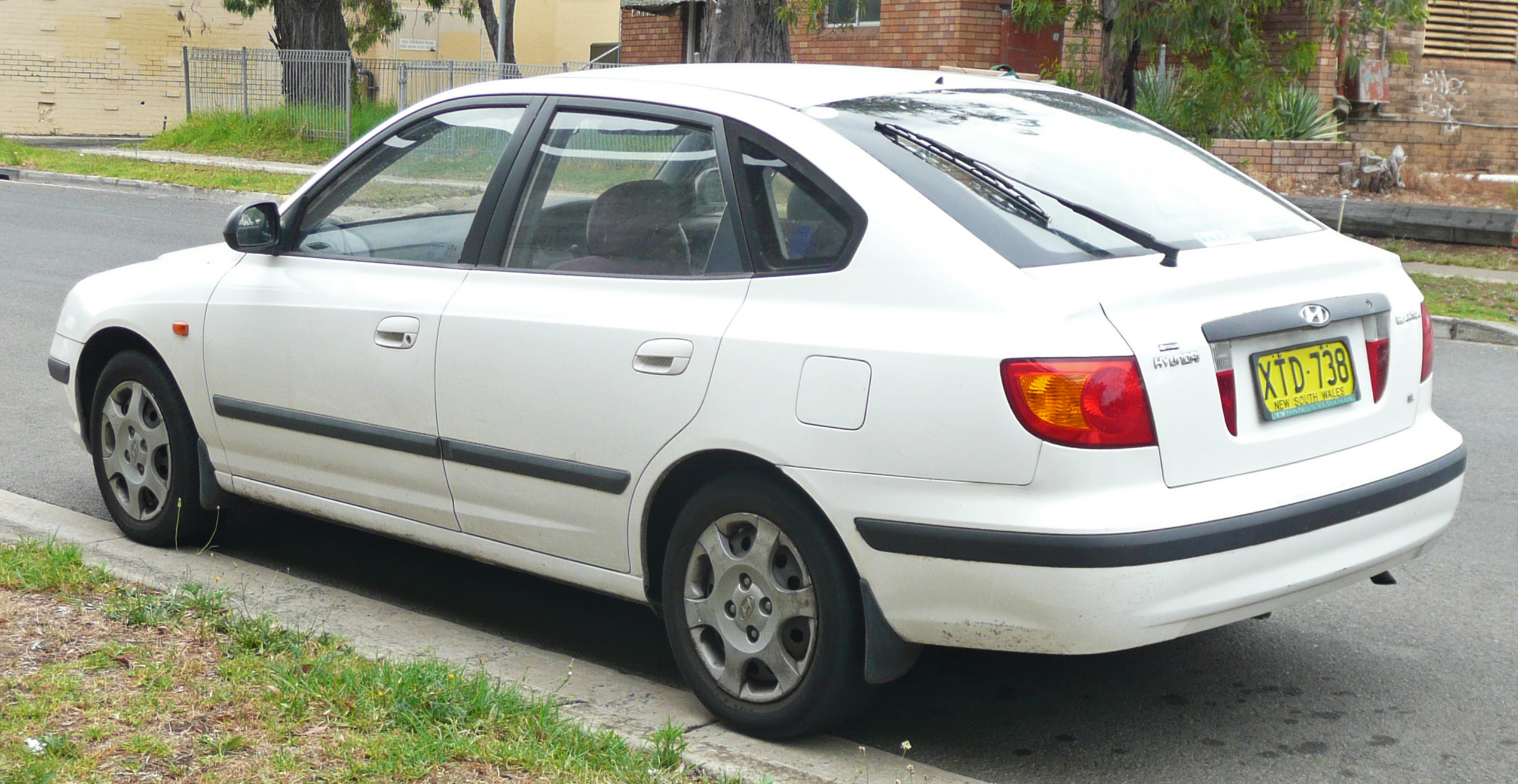
Hyundai Elantra GL à hayon australienne de 2001-2003

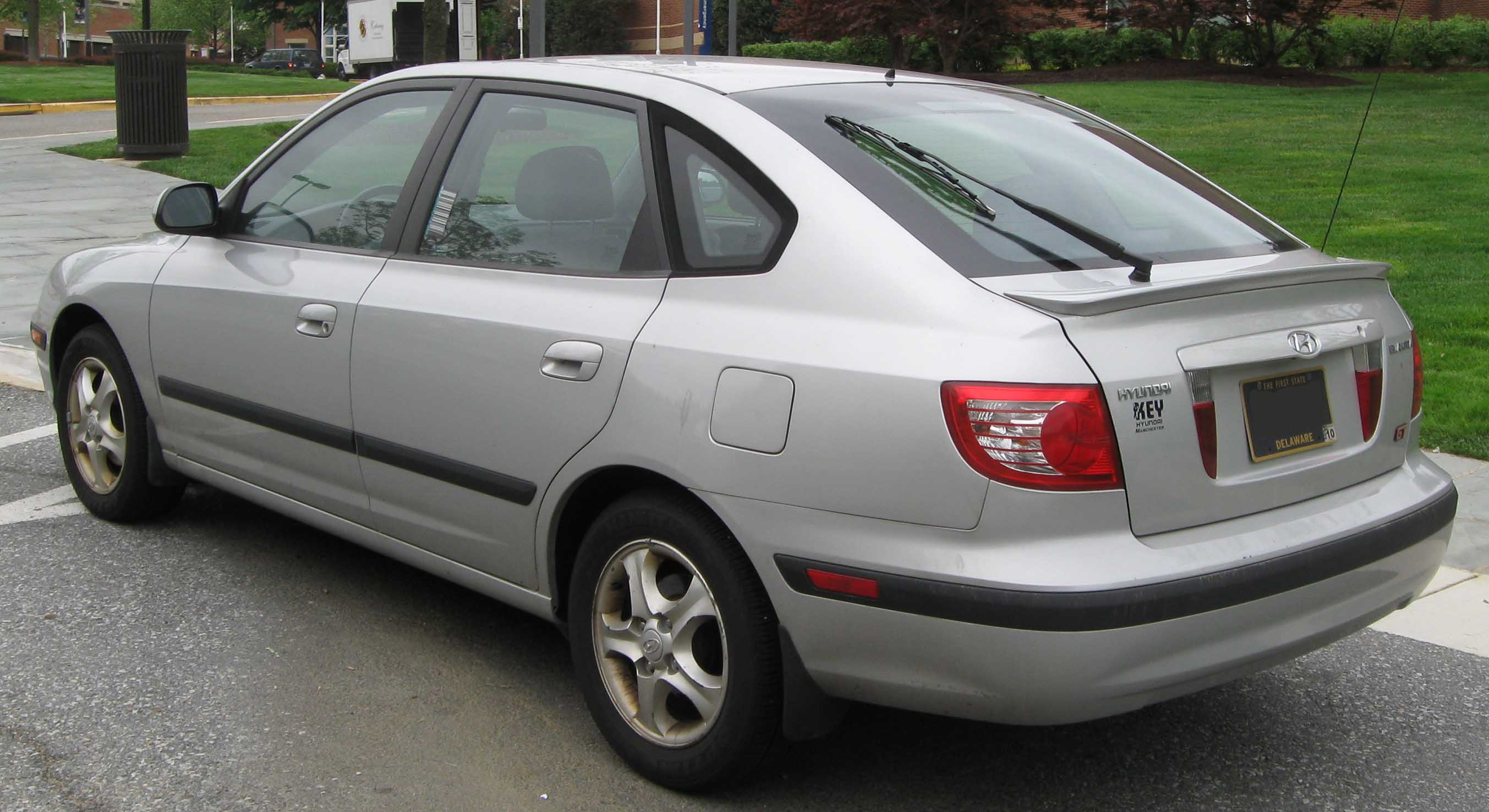
Hyundai Elanta GT à hayon américaine de 2004-2006

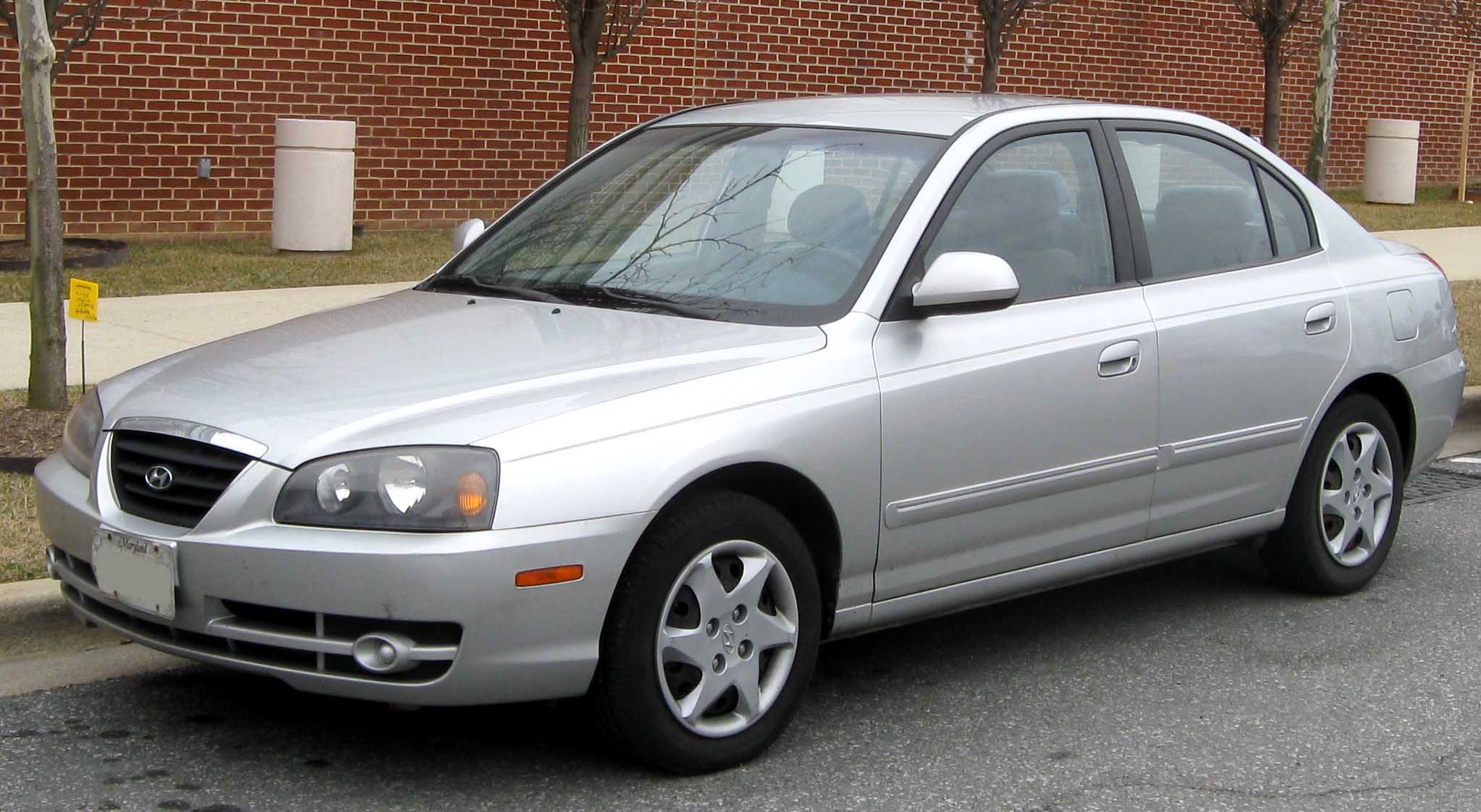
Hyunadai Elantra GLS berline américaine de 2004-2006

Un nouveau modèle (nom de code XD) est lancé en 2000. Le break est abandonné en faveur d'une cinq porte à hayon. Commençant en 2001, tous les modèles américains sont livrés en série avec des « airbags » (Coussins gonflables de sécurité) frontaux et latéraux, la climatisation, le verrouillage centralisé, les leve-vitres électriques et la direction assistée. Cela a simplifié les stocks des concessionnaires et des réparateurs, mais également cherché à améliorer l'image de la valeur des voitures Hyundai. En 2003, l'Elantra reçoit un remodelage pour tous ses modèles (nom de code XD2). Le remodelage donne à l'Elantra de nouveaux feux avant et arrière, une nouvelle grille, de nouveaux pare-chocs avant et arrière, un capot, un tronc et un tableau de bord redessinés.
La finition GLS est la finition standard de l'Elantra. La version GT apporte une suspension plus raide, des sièges en cuir, des feux anti-brouillard, des jantes en alliage, un aileron et un tableau de bord bleu illuminé. Elle est proposée avec un hayon à partir de 2001. Les seules options disponibles pour la finition GT sont la boîte de vitesses automatique, le toit ouvrant électrique et l'ABS. La principale option était également le lecteur CD/MP3 Kenwood. La version berline de la finition GT est introduite en 2003 et continue jusqu'en 2005. La finition GT est remplacée par la finition Limitée à partir des modèles de 2006. Cette nouvelle finition propose de nouveaux coloris, une grille verticale en chrome, un intérieur cuir avec le volant recouvert de cuir et une finition en bois. La finition Limitée ne propose plus de jantes en alliage. La finition GT pour la version 5 portes a été produite pour le reste des modèles de 2006.
L'Elantra troisième génération est disponible en motorisations essence 1,6 l, 1,8 l et 2,0 l et en turbo diesel 2,0 l. Les modèles nord-américains ne sont disponibles qu’en moteurs essence 2,0 l. Le moteur 1,8 l est un moteur 1,6 l modifié pour le marché néo-zélandais.
Bien que compacte à l'extérieur, l'Elantra est classée par l'Agence de protection de l'environnement des États-Unis dans les voitures de moyenne taille à cause de son intérieur spacieux. Bien que la conception du groupe motopropulseur de base ait peu changé depuis la seconde génération, des améliorations successives ont réduit la consommation de la voiture. La puissance a également été augmentée de 135 ch à 138 ch et le couple de 179 à 186 N m. En 2006, l'Elantra est proposée avec un moteur à "tres faible émissions" dans certains états américains.
Il s'agit de la dernière génération d'Elantra commercialisée en France, mais les générations suivantes restent importées par Hyundai Europe pour d'autres marchés tels que l'Espagne et la Roumanie.

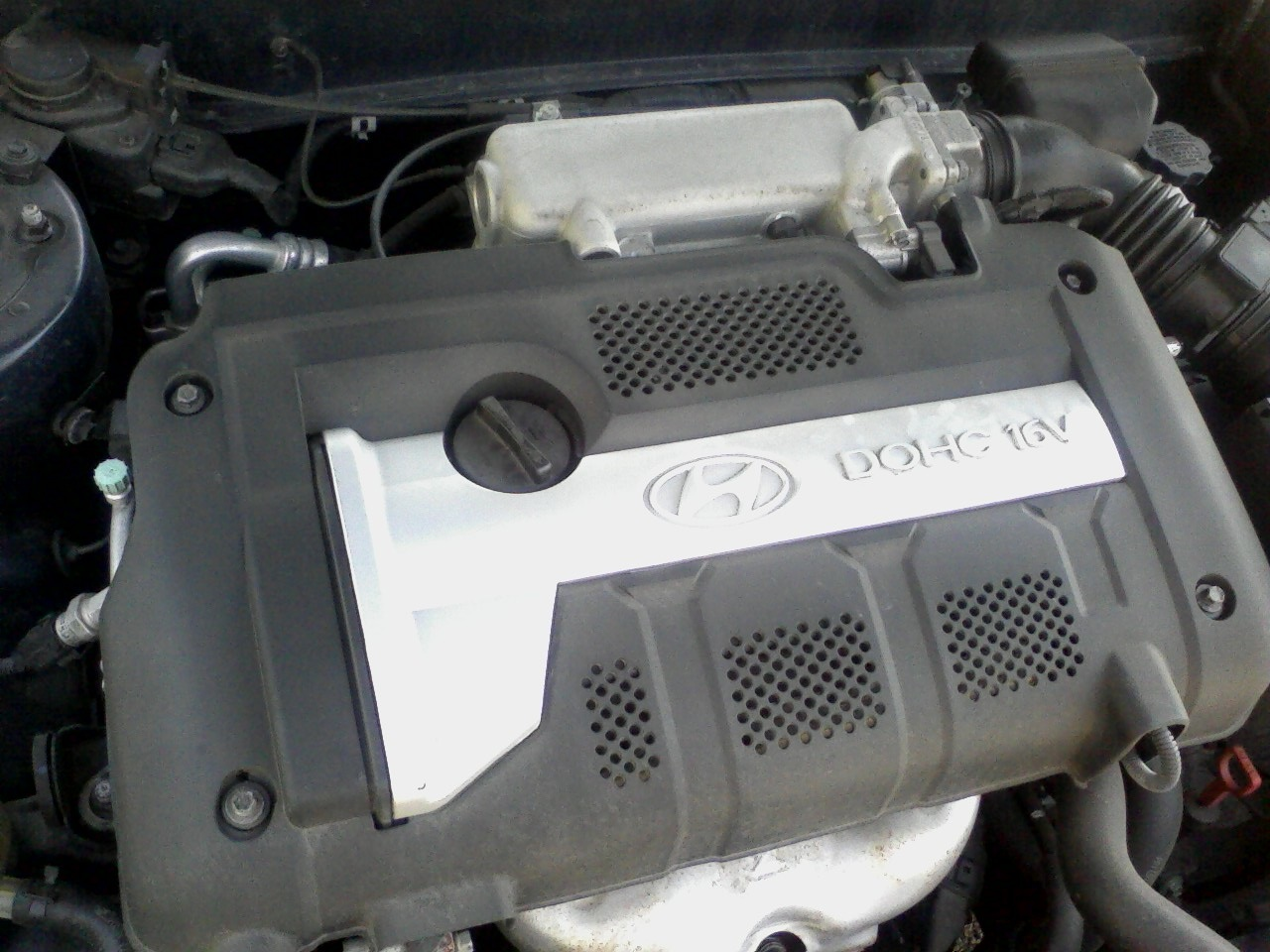
Moteur 2.0 l de l'Elantra 2006

- Performances de la Hyundai Elantra (2000–2003) :

| Modèle     | Moteur         | Displ.    | Puissance             | Couple                 | 0–100 km/h | Vit. max |
| ---------- | -------------- | --------- | --------------------- | ---------------------- | ---------- | -------- |
| 1,6 L DOHC | l4 16 soupapes | 1 600 cm3 | 106 ch à 5 800 tr/min | 143 N m à 3 000 tr/min | 11,0 s     | 182 km/h |
| 1,8 L DOHC | l4 16 soupapes | 1 796 cm3 | 126 ch à 6 000 tr/min | 166 N m à 5 000 tr/min | 9,7 s      | 199 km/h |
| 2,0 L DOHC | l4 16 soupapes | 1 975 cm3 | 139 ch à 6 000 tr/min | 186 N m à 4 500 tr/min | 9,1 s      | 206 km/h |
| 2,0 L CRDi | l4 16 soupapes | 1 991 cm3 | 111 ch à 4 000 tr/min | 255 N m à 2 000 tr/min | 11,7 s     | 190 km/h |

- Performances de la Hyundai Elantra (2003–2006) :

| Modèle     | Moteur         | Displ.    | Puissance             | Couple                 | 0–100 km/h            | Vit. max |
| ---------- | -------------- | --------- | --------------------- | ---------------------- | --------------------- | -------- |
| 1,6 L DOHC | l4 16 soupapes | 1 599 cm3 | 103 ch à 6 000 tr/min | 143 N m à 4 500 tr/min | 11,0 s                | 182 km/h |
| 1,8 L DOHC | l4 16 soupapes | 1 795 cm3 | 130 ch à 6 000 tr/min | 162 N m à 4500 tr/min  | 10,2 s                | 195 km/h |
| 2,0 L DOHC | l4 16 soupapes | 1 975 cm3 | 141 ch à 6 000 tr/min | 186 N m à 4500 tr/min  | 10,4 s (8,4 s manuel) | 208 km/h |
| 2,0 L CRDi | l4 16 soupapes | 1 991 cm3 | 111 ch à 4 000 tr/min | 235 N m à 2000 tr/min  | 11,6 s                | 190 km/h |

## Quatrième génération (2006-2011)
Une berline Elantra redessinée (nom de code HD) est présentée au Salon automobile de New York en 2006 pour une commercialisation en 2007. Les moteurs proposés sont les moteurs diesel 1,6 l Gamma et le 2,0 l I4 Beta II et le moteur turbo diesel 1,6 l I4. Seul le moteur 2,0 l est proposé en Amérique du Nord. Tous les moteurs permettent de réduire la consommation de carburant par rapport aux précédentes générations. La transmission manuelle à 5 vitesses est proposée de série et la boîte automatique 4 vitesses en option. En Amérique du Nord, la finition de base GLS, contrairement aux années précédentes, ne contient pas de série la climatisation, mais ajoute des coussins gonflables de sécurité latéraux en rideau, des appuis-tête actifs et des freins à disque avec ABS. L'Elantra offre également l'intérieur le plus spacieux de sa catégorie, ce qui lui vaut d'être classée dans les voitures moyennes.

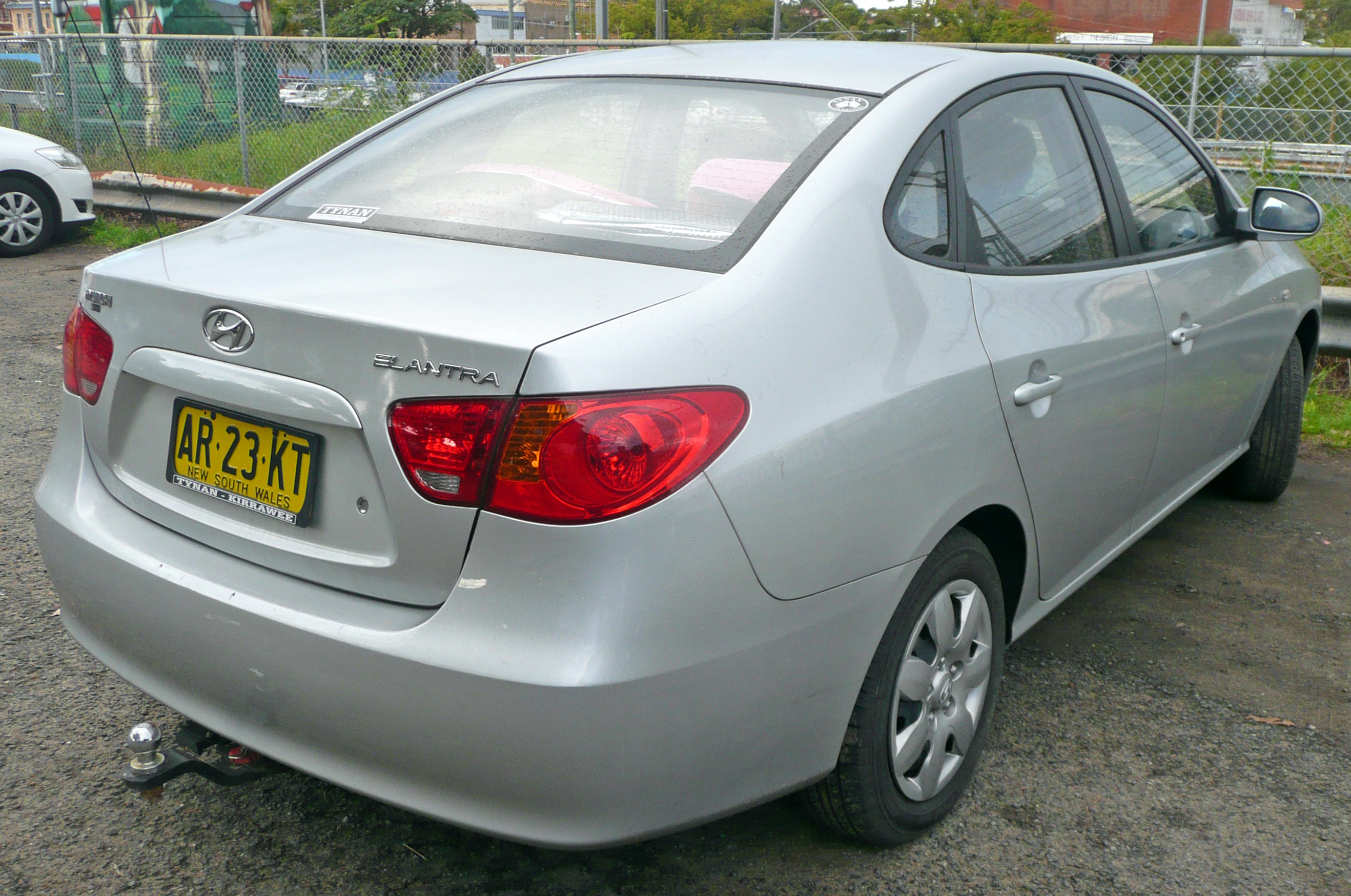
Berline Hyundai Elantra australienne de 2007-2009

### Changements des modèles par année
2008
En 2008, la finition Limitée est abandonnée, laissant le choix entre les finitions GLS et SE aux États-Unis. La finition SE inclut des équipements non disponibles pour la GLS, tels qu’un volant télescopique et un contrôle électronique de stabilité, avec un toit ouvrant et le cuir en option. D'après le test du magazine américain Consumer Reports, la finition SE est meilleure de manière significative en termes de maniabilité et de freinage, la plaçant dans les meilleures voitures compactes, alors que la finition GLS se situe dans le milieu de classement.
L'Elantra 2008 est élue par Consumer Reports de 2008 comme étant le meilleur premier choix. Le classement annuel du magazine, basé sur des tests sur route et sur la sécurité et fiabilité, exerce un importante influence sur les consommateurs américains.
2009
En 2009, le système d'interface pour iPod et USB passe en série. Sur le tableau de bord central, l'indicateur de changement de vitesse a été déplacé sur l'écran de l'ordinateur de bord, et la jauge de température du liquide de refroidissement a été supprimée. Les modèles GLS reçoivent de nouveaux modèles de roue, et les modèles SE ont une garniture arrière en bordure de la plaque d'immatriculation arrière.
Les niveaux des finitions canadiennes sont différents des modèles américains et sont les suivants.
Le modèle de base L offre un package de base avec un autoradio CD/MP3/Aux Stéréo à 4 enceintes et des coussins gonflables de sécurité frontaux. Cette finition inclut également les fenêtres électriques à l'avant et fenêtres manuelles à l'arrière. En passant à la GL vous obtiendrez des rétroviseurs chauffants, la climatisation, toutes les vitres électriques, des sièges chauffants, un autoradio CD/MP3/Aux stéréo de six haut-parleurs, le régulateur de vitesse et le télé-déverrouillage avec alarme. La finition GLS ajoute les commandes audio au volant, l'ABS, les freins à disques et des coussins gonflables de sécurité (« airbags ») latéraux frontaux et en rideau. La version sport de la GLS avec les options Sport ajoute un aileron arrière, un toit ouvrable/inclinant, des jantes 16 en alliage, des phares anti-brouillard, un ordinateur de bord et le volant et le levier de vitesse gainés en cuir. Le niveau final de finition, la finition Limitée, ajoute des sièges en cuir, un volant télescopique et une climatisation automatique.
L'Elantra 2009 est la voiture compacte de meilleure qualité d'après l'étude qualité de J.D. Power. L'étude mesure 228 attributs, incluant l'expérience globale de conduite, le moteur et la transmission, et un large éventail de problèmes rapportés par les propriétaires de véhicules,.
2010

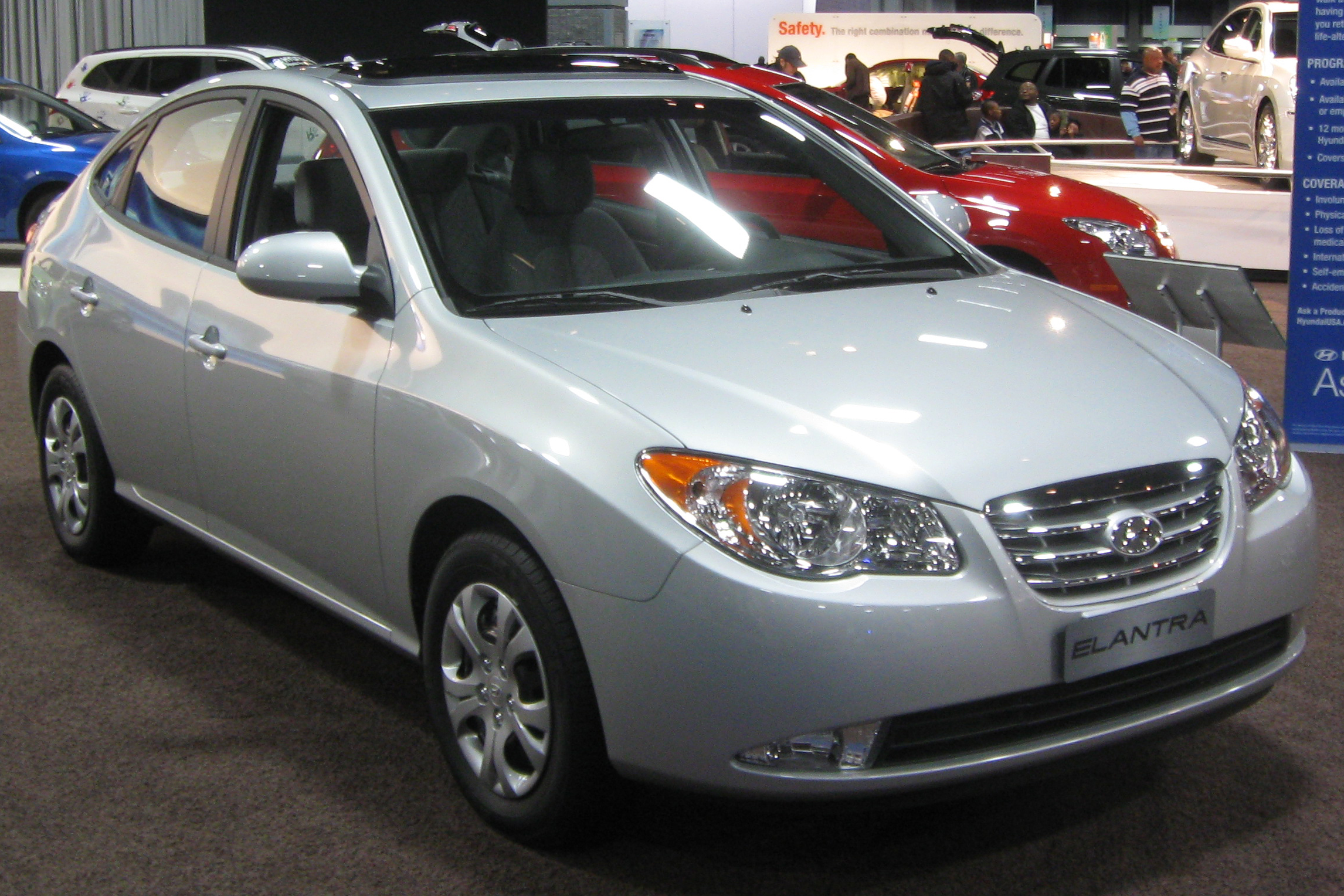
Berline Hyundai Elantra Sedan américaine de 2010.

En 2010, une nouvelle finition Blue est ajoutée. Il s'agit d'un modèle de base modifié pour diminuer la consommation de carburant. La grille reçoit une légère modification et les finitions Blue et GLS sont agrémentées d'une garniture arrière en chrome. À l'intérieur, les poignées de portes des boutons de contrôle de la climatisation et le levier de vitesse sont chromés. Les modèles GLS et SE sont équipés en série de boîte automatique. Les Elantra GLS sont disponibles avec un toit ouvrant ou un système de navigation. La finition SE est disponible avec deux packages : toit ouvrant avec sièges chauffants ou toit ouvrant, sièges chauffants, système de navigation et bluetooth.

### Sécurité
D'après l'Institut d'assurance de la sécurité autoroutière, l'Elantra a reçu un score général de Bon dans le test de crash frontal et un score  Marginal dans le test de choc latéral, mais toutes les Elantra fabriquées après novembre 2009 ont obtenu un Bon score au test du choc latéral{,},. Les coussins gonflables de sécurité latéraux standards incluent ceux en rideau avant et arrière et ceux de torse montés sur les sièges avant.

### Hyundai Elantra Yue Dong (Elantra HDC)
La co-entreprise chinoise de la marque coréenne, Beijing Hyundai, a lancé une Elantra redessinée appelée Yue Dong pour le marché local avec un extérieur modifié par rapport à la version internationale.

### Elantra Touring

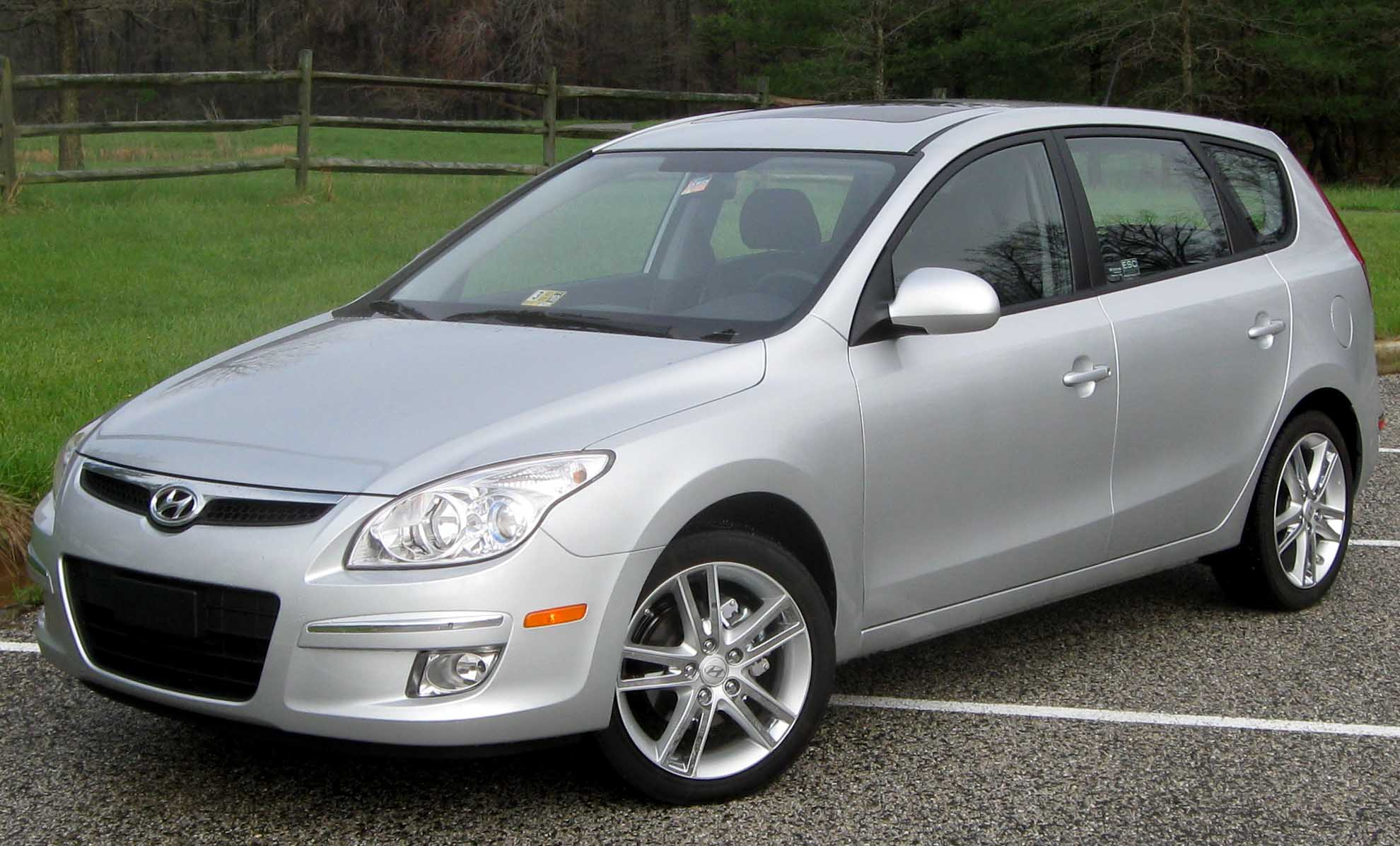
Elantra Touring américaine de 2009

Hyundai offre une Hyundai i30 break aux États-Unis et au Canada sous le nom de Elantra Touring. Ailleurs, le même véhicule est commercialisé sous le nom de Hyundai i30 cw.

## Cinquième génération (2010-2016)

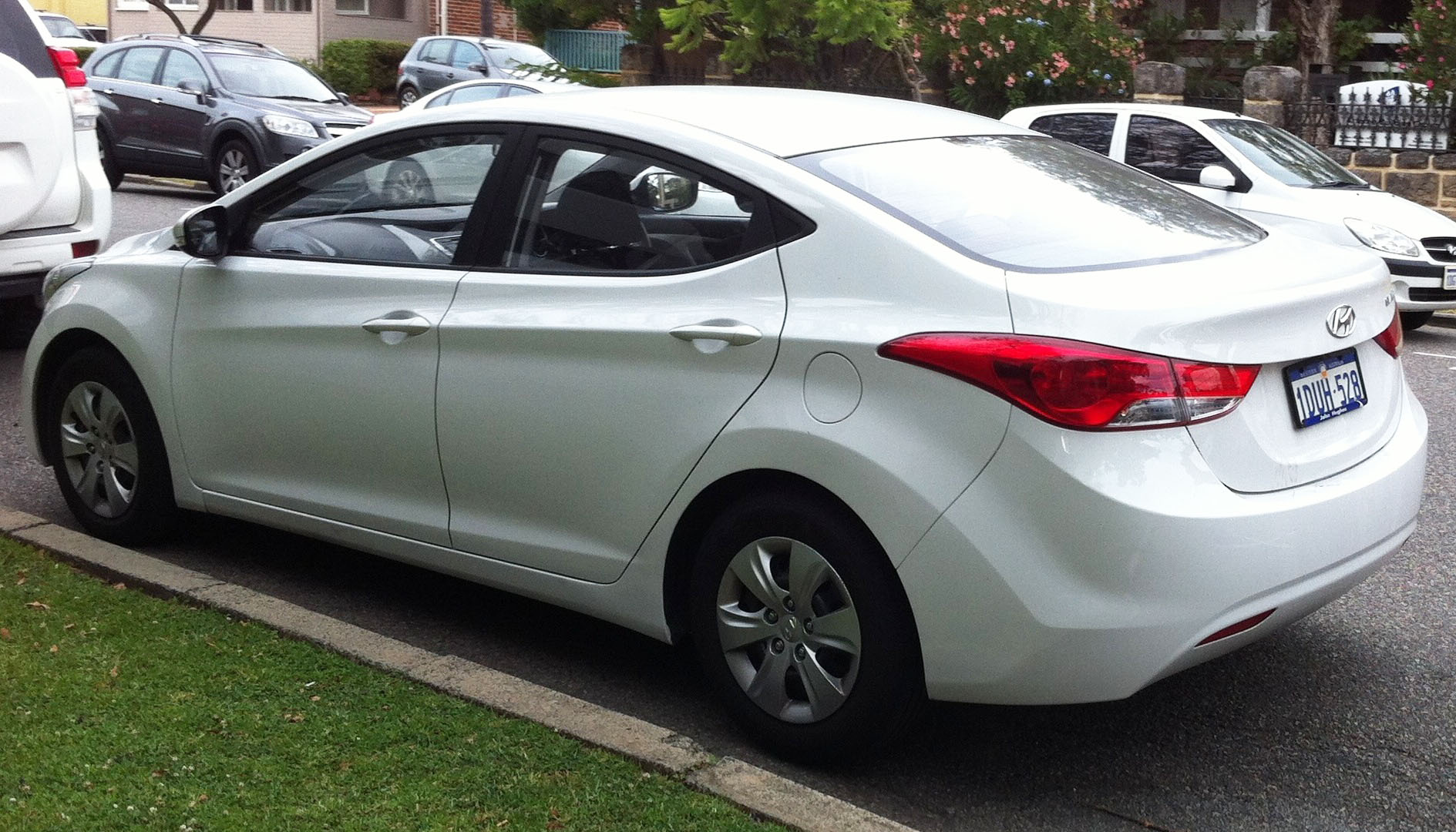
Elantra IV

La cinquième génération de la Hyundai Elantra, présentée au salon de Busan, en avril 2010, a été lancée en Corée du Sud en août 2010, et le sera en Amérique du Nord fin 2010-début 2011.

### Hybride

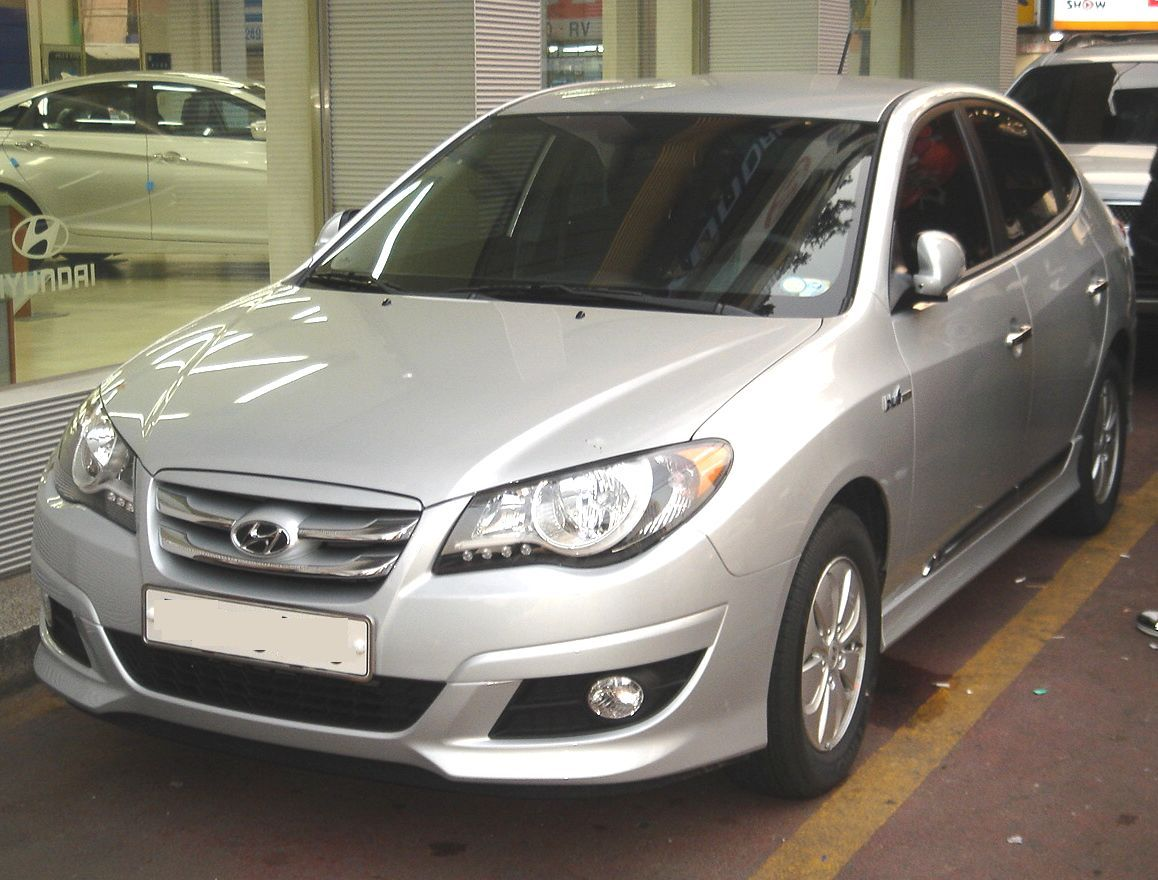
2010 Hyundai Avante LPI Hybride

Hyundai a commencé la fabrication de l'Elantra GPL Hybrid (appelée Avante dans le marché local) et a été lancée dans le marché coréen en juillet 2009. L'Elantra GPL est le premier véhicule hybride à fonctionner avec un moteur à combustion de GPL. L'Elantra GPL est un hybride doux et la première voiture hybride à utiliser les batteries en lithium polymère (Li-Poly),.
Elle partage sa technologie avec sa cousine, la Kia Forte.

## Septième génération (2021-)
La 7e génération d'Elantra est présentée en mars 2020. Pour la première fois, elle prend le nom d'i30 Sedan en Australie.

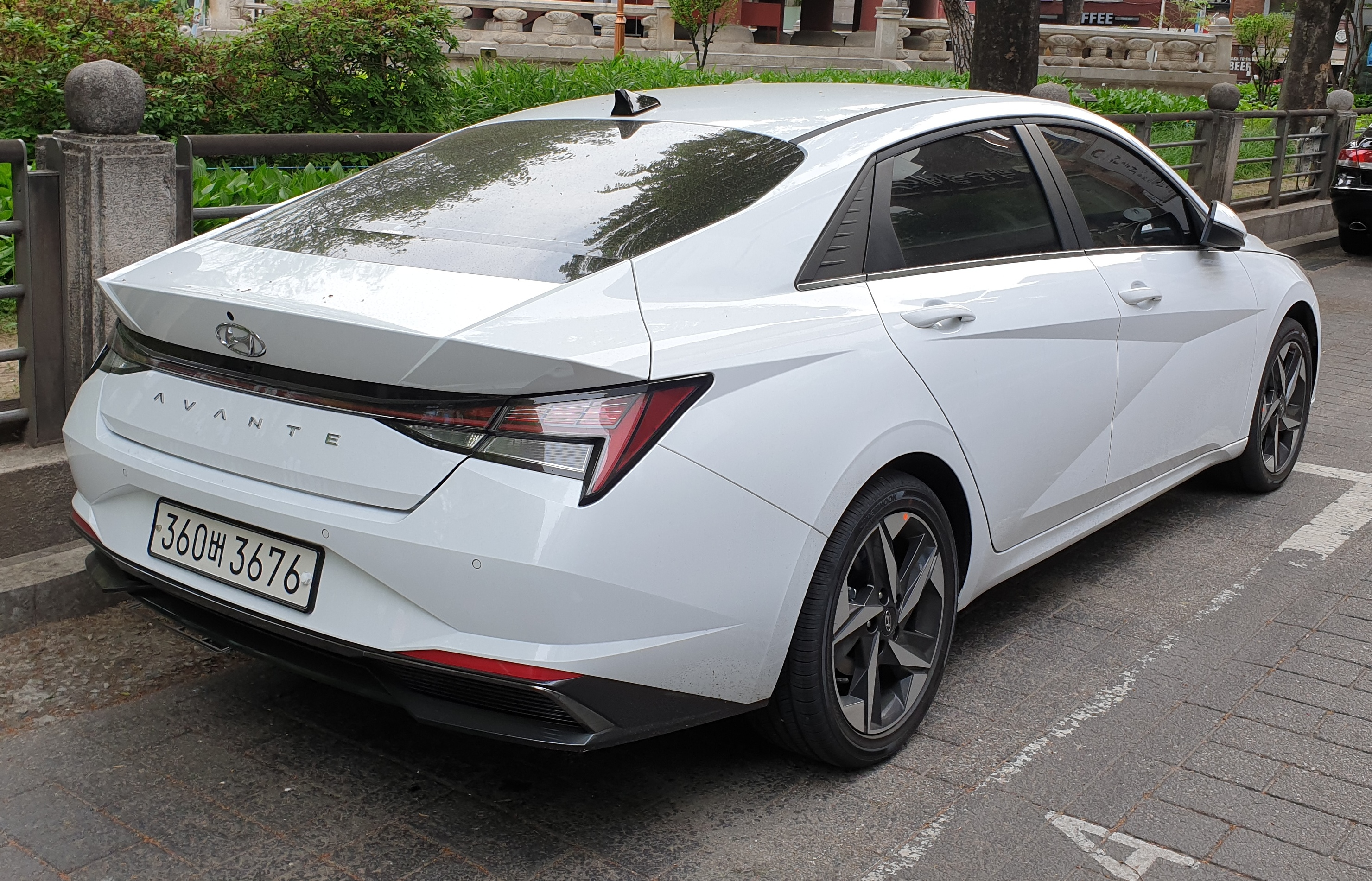
Hyundai Avante VII
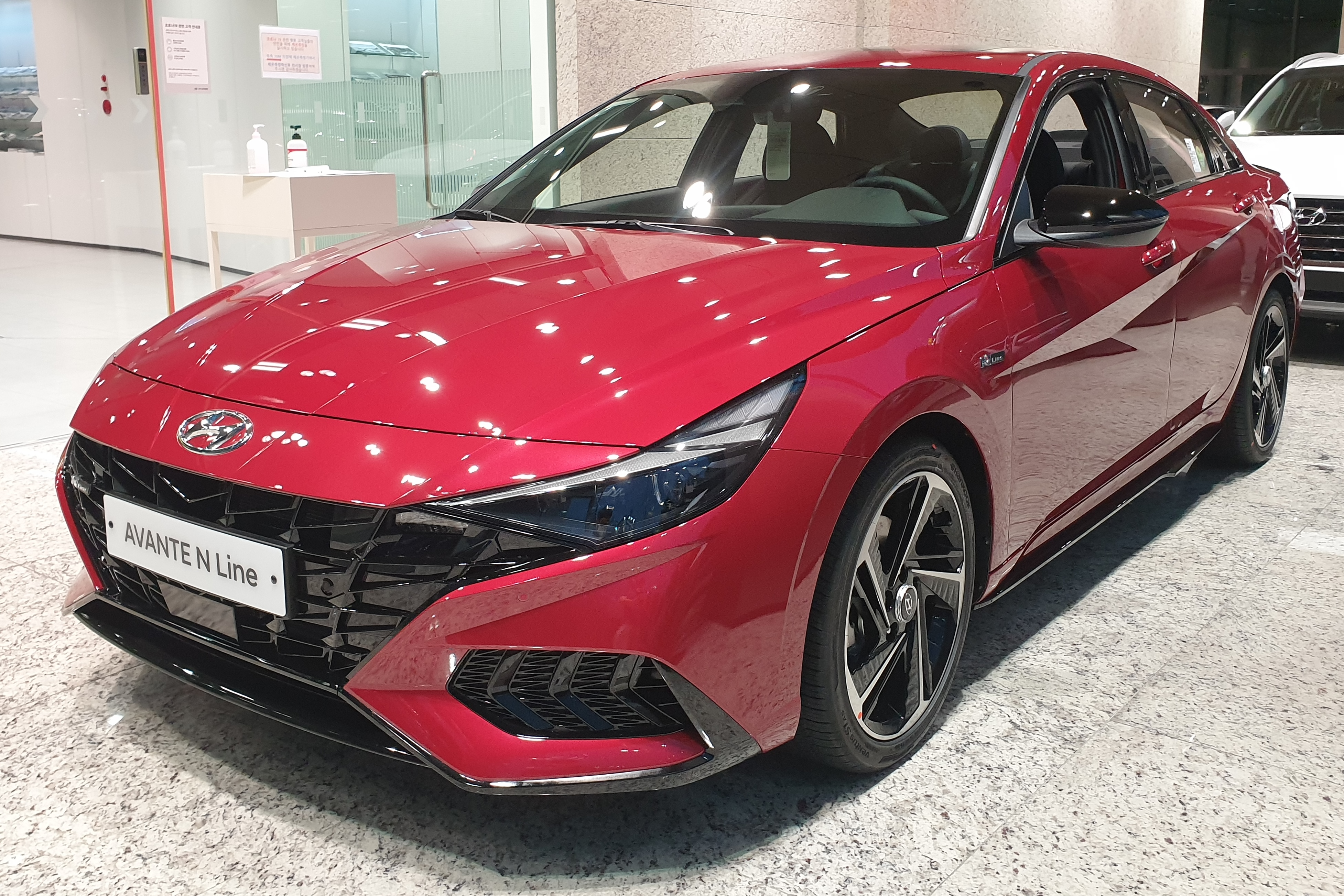
Hyundai Avante VII N Line
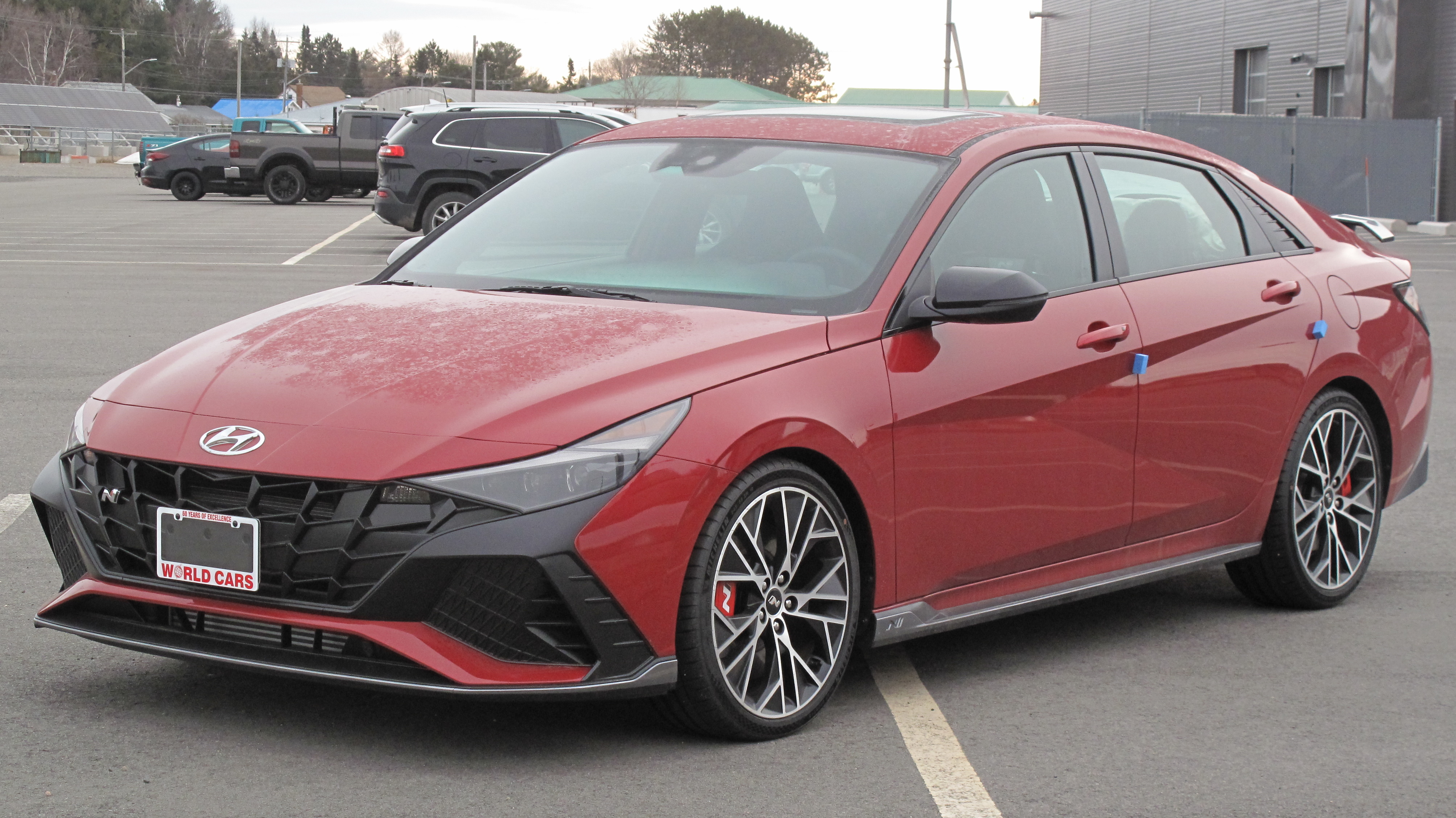
Hyundai Elantra VII N
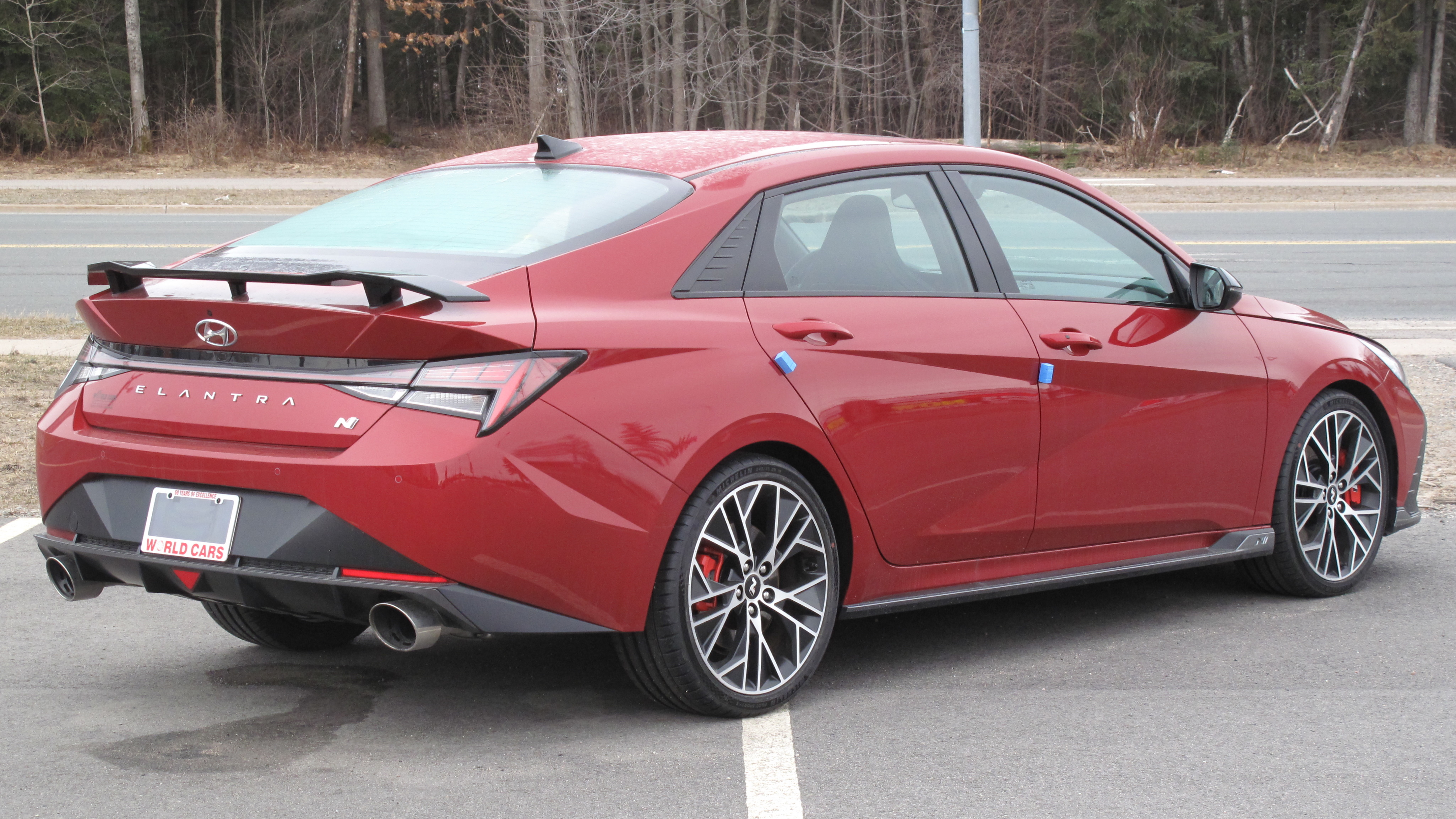
Hyundai Elantra VII N
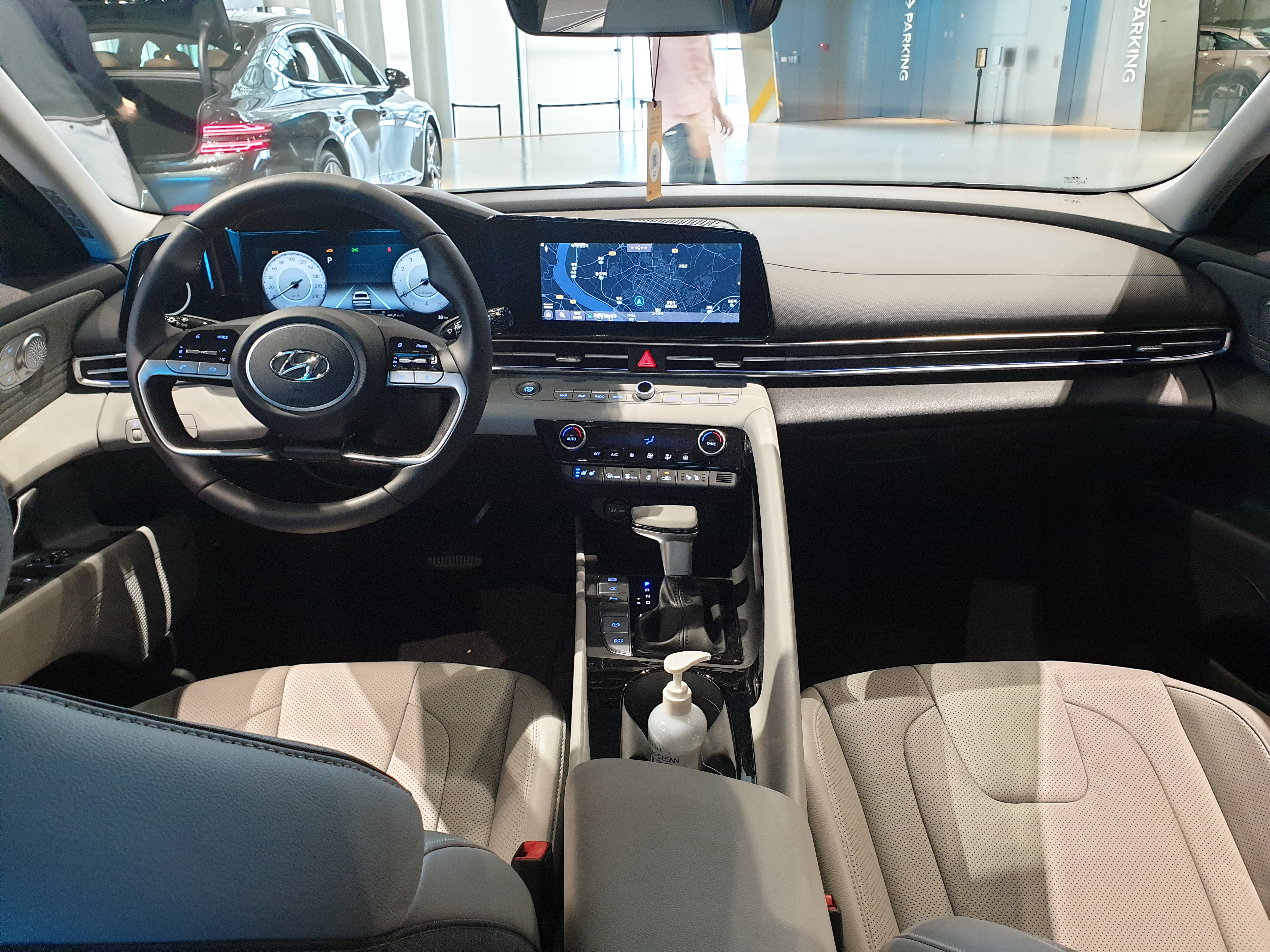
Hyundai Elantra VII (intérieur)

## Différends de nommage
Mitsubishi Motors en Australie s'est plaint qu'Elantra était trop proche de son niveau de finition Elante, et Lotus (tout comme Kia) au Royaume-Uni et en Europe a suggéré que le nom est trop proche de sa Lotus Elan et de son homologue Kia Elan. En 2001, la production des Elan et de la finition Elante cesse, mais le renommage de l'Avante reste nécessaire car Audi possède le nom Avant en Europe.